# Wegom (Temse)
De Wegom is een bedevaart in Temse. Het is een voettocht van 23 km ter ere van de Heilige Amelberga, de patrones der gemeente. Ze volgt de grenzen van de oude parochie Temse en vindt driemaal per jaar plaats. 

## Bedevaart
De Wegom wordt georganiseerd door de Amelbergagilde van Temse. De bedevaarders leggen een tocht van 23 km af, die grotendeels de grenzen van de vroegere parochie Temse volgen. Onderweg worden negen kapellen bezocht. Acht daarvan zijn gewijd aan de Heilige Amelberga en de laatste aan Onze-Lieve-Vrouw van Zeven Weeën. Onderweg zingt men het Loflied ter ere van de Heilige Amelberga, een lied van 53 strofen dat het leven van de heilige beschrijft. Tijdens de tweede helft wordt er gebeden.
De bedevaart vindt driemaal per jaar plaats. De eerste keer op de zaterdagnamiddag voor Pinksteren. De belangrijkste Wegom vertrekt ‘s morgens vroeg op pinkstermaandag , de dag van de jaarmarkt in Temse. De relikwieën van de Heilige Amelberga worden meegedragen in een nepschrijn. Aan de laatste kapel worden de bedevaarders opgewacht door de parochiepriester en de leden van de gilde. Daar worden de relikwieën overgezet in het 40 kg zware zilveren echte schrijn. In processie gaan ze naar de  Onze-Lieve-Vrouwekerk. Een derde bedevaart vindt plaats op de zaterdag van het laatste weekend van september, maar deze trekt meestal veel minder bedevaarders.

## Geschiedenis
De geschiedenis van de Wegom gaat terug tot de elfde eeuw. In de tiende eeuw bestond er al een Vrije compagnie van de Heylighe Amelberga. In 1323 was de opkomst massaal vanwege de heersende pestepidemie. 
In de middeleeuwen was de bedevaart een echt evenement. De relikwie werd in een kar rondgereden. Daarna kwamen de geestelijken en edellieden met paarden en huifkarren. Het gewone volk volgde te voet. Aan iedere kapel werd een lied gezongen. Eens men terug in het centrum van Temse aankwam vervoegde een folklorestoet met onder andere muzikanten en reuzen zich bij de bedevaarders. Deze stoet verdween in de achttiende eeuw. Het werd een gebeuren dat heel de gemeente op de been bracht. Iedere vereniging ging in de periode rond pinksteren zijn eigen Wegom.
In 1786 werd de Wegom verboden door keizer Jozef II. Ook tijdens de Franse bezetting bleef de bedevaart verboden. Toen een hagelbui in 1797 de oogst in Temse grotendeels vernielde en de boeren hierin de woede van de Heilige Amelberga zagen, begonnen ze terug illegaal rond te gaan. Na de godsdienstvrijheden werd de bedevaart terug met de nodige luister ingericht. Bedevaarders kwamen zelfs uit Nederland, Frankrijk en Luxemburg. In het begin van de negentiende eeuw kwamen tijdens het pinksterweekend tot 7.000 mensen naar Temse afgezakt voor de Wegom. Daarmee was het een van de belangrijkste bedevaarten van het Bisdom Gent.
In 1872,  de 1100ste verjaardag van het overlijden van Amelberga, kwamen 5000 bedevaarders naar Temse. Sinds dat jaar wordt ook in het laatste weekend van september een Wegom georganiseerd. Tijdens de Eerste Wereldoorlog werd de bedevaart verboden. Ook tijdens de tweede Wereldoorlog werd de Wegom alleen in 1941 toegelaten. Er waren ongeveer 1400 deelnemers. Na de oorlog ging het bergaf met de populariteit van de bedevaart. In 1956 waren vanwege de Hongaarse Opstand uitzonderlijk nog 800 deelnemers en in 1972 tijdens de 1200ste verjaardag van Amelberga’s sterfdag nog 300, maar het deelnemersaantal daalde tot minder dan 100. Sinds het begin van de eenentwintigste eeuw ligt dit aantal terug iets hoger.
Met de aanleg van de E3 diende het parcours gewijzigd te worden. Vele voetwegen, schrijnwegels genoemd, dienden, vervangen te worden door gewone wegen. Eind van de twintigste eeuw werd de hoofdbedevaart verplaatst van pinksterdinsdag naar pinkstermaandag omdat ook de jaarlijkse jaarmarkt verplaatst werd van dinsdag naar maandag.

## Kapellen
De bedevaart gaat langs negen kapellen, waarvan de eerste acht toegewijd zijn aan de Heilige Amelberga.

### Kapel van Cauwerburg
De eerste kapel staat in Cauwerburg en ligt aan een waterput. Reeds in de dertiende eeuw werd de H. Amelberga aan deze waterput aanroepen.  In 1612 werd boven deze put een eerste kapel gebouwd. De kapel werd tijdens de Franse periode verwoest en de put werd gevuld met steengruis. In 1814 werd de huidige kapel in neoclassicistische stijl gebouwd. Ze kapel is achthoekig met een koepeldak. De toegangsdreef naar de kapel is omzoomd met linden. 

### Kapel van Hoogkameren
De wijk Hoogkameren behoort tot Sint-Niklaas, maar was tot 1858 deel van de Onze-Lieve-Vrouweparochie Temse. Een eerste kapel werd in 1756 gebouwd, maar ook door de Fransen gesloopt. De huidige kapel werd in 1872 in neogotische stijl gebouwd. De architect was Jean-Baptiste Bethune.

### Kapel van Kletterbos
De wijk Kletterbos lag vroeger op de grens tussen Temse en Sint-Niklaas, maar sinds de gemeentefusies van 1976 ligt de wijk volledig in Sint-Niklaas. In 1639 stond hier al een kapel op de gemeentegrens, die eveneens tijdens de Franse periode werd vernield. De nieuwe kapel dateert uit 1820. Tijdens de Tweede Wereldoorlog werd de kapel volledig platgelegd door een bom. Alleen het Amelbergabeeld bleef gespaard. De huidige kapel werd in 1944 ingewijd.

### Kapel van De Bank
De wijk De Bank lag vroeger in Haasdonk, maar sinds de gemeentefusies van 1976 ligt de wijk volledig in Sint-Niklaas. De kapel stond in Haasdonk. De oorspronkelijke door de Fransen vernielde kapel stamde van voor 1750. Er werd een nieuwe kapel gebouwd, die in 1914 om strategische redenen werd gesloopt. Ze lag te dicht bij het Fort van Haasdonk. De huidige neogotische kapel van de hand van architect Jos Denil stamt uit 1922.

### Kapel van Luiseek
Ook hier stonden enkele kapellen voordat ze eind achttiende eeuw werd afgebroken. In 1814 werd een nieuwe kapel gebouwd aan de Haagdam op de grond van Petrus Franciscus Maes. Daarom wordt de kapel ook Maeskapel genoemd. Ook deze kapel werd in 1914 gesloopt en de huidige kapel werd eveneens in neogotische stijl in 1922 gebouwd naar plannen van Jos Denil.

### Kapel van Braemersdam
De Braemersdam ligt op de grens met Bazel. Hier stond reeds in 1733 een kapel, die eveneens in 1798 werd gesloopt. De volgende kapel uit het begin van de achttiende eeuw werd ook in 1914 wegens de nabijheid van het fort van Bazel afgebroken. De huidige kapel stamt uit 1921 en is in neogotisch stijl gebouwd. Architect was Jos Denil.

### Kapel van Bolderik
Deze kapel ligt in de Bolderikstraat. Hier stond de enige kapel die de Franse periode overleefde, maar de oorspronkelijke kapel raakte vervallen in 1820. In 1870 werd een nieuwe neogotische kapel gebouwd. Architect was net als bij de Kapel van Hoogkameren Jean-Baptiste Bethune.

### Kapel van Vijfhuizen
In de zeventiende eeuw hing op Vijfhuizen een offerblok van de Amelbergagilde aan een boom. Ook die overleefde de Franse tijd niet. In 1848 werd een eerste kapel gebouwd, die eveneens omwille van de nabijheid van het Fort van Steendorp in 1914 gesloopt werd. De huidige neogotische kapel stamt uit 1921 en de architect was ook Jos Denil.

### Kapel Onze-Lieve-Vrouw van Zeven Weeën
Deze kapel staat op de kruising van de Fonteinstraat, de Sint-Jorisstraat en de Kasteeldreef. Ook deze kapel werd in neogotische stijl in 1872 gebouwd naar plannen van Jean-Baptiste Bethune. In een nis in de gevel staat een Amelbergabeeld van de Karel Aubroeck, de bekende beeldhouwer uit Temse. 